# Zhaochen (köpinghuvudort i Kina, Jiangxi Sheng, lat 29,58, long 115,19)
Zhaochen är en köpinghuvudort i Kina. Den ligger i provinsen Jiangxi, i den sydöstra delen av landet, omkring 120 kilometer nordväst om provinshuvudstaden Nanchang. Antalet invånare är 12 582. Befolkningen består av 6 109 kvinnor och 6 473 män. Barn under 15 år utgör 19,0 %, vuxna 15-64 år 72 %, och äldre över 65 år 8,0 %.
Runt Zhaochen är det ganska tätbefolkat, med 129 invånare per kvadratkilometer. Närmaste större samhälle är Mugang, 16,7 km norr om Zhaochen. I omgivningarna runt Zhaochen växer i huvudsak blandskog.
Genomsnittlig årsnederbörd är 2 084 millimeter. Den regnigaste månaden är maj, med i genomsnitt 332 mm nederbörd, och den torraste är januari, med 56 mm nederbörd.